# 川上喜八郎
川上 喜八郎（かわかみ きはちろう、1920年（大正9年）5月22日 - 1983年（昭和58年）1月20日）は、日本の政治家。1975年から1982年まで新潟県新潟市長を務めた。

## 来歴
新潟市出身。1938年（昭和13年）新潟県立新潟中学校（現・県立新潟高等学校）卒業後、県局長、県職労委員長をへて、1975年（昭和50年）の新潟市長選に日本社会党、日本共産党の推薦を得て立候補。「人間都市新潟」をスローガンに初当選を果たし、新潟市では初、新潟県内では6番目の革新市政となる。1982年（昭和57年）12月14日、体調不良により2期目の任期を約4ヶ月残し辞任する。
1983年1月20日、食道癌により新潟市の新潟市民病院で死去。62歳。